# Rømerskalan
Rømerskalan är en temperaturskala uppkallad efter den danske astronomen Ole Christensen Rømer, som föreslog den år 1701. Vattnets fryspunkt var vid 7,5 °Rø och kokpunkten var vid 60 °Rø. Den Absoluta nollpunkten motsvarar −135,9 °Rø.
Danmark använde Rømerskalan innan de bytte till Celsiusskalan. Numera används inte Rømerskalan längre.

## Konvertering
| Enhet      | Från Rømer                           | Till Rømer                           |
| ---------- | ------------------------------------ | ------------------------------------ |
| Celsius    | [°C] = ([°Rø] − 7.5) × 40⁄21         | [°Rø] = [°C] × 21⁄40 + 7.5           |
| Fahrenheit | [°F] = ([°Rø] − 7.5) × 24⁄7 + 32     | [°Rø] = ([°F] − 32) × 7⁄24 + 7.5     |
| Kelvin     | [K] = ([°Rø] − 7.5) × 40⁄21 + 273.15 | [°Rø] = ([K] − 273.15) × 21⁄40 + 7.5 |
| Rankine    | [°R] = ([°Rø] − 7.5) × 24⁄7 + 491.67 | [°Rø] = ([°R] − 491.67) × 7⁄24 + 7.5 |